# シレット (紅茶)
シレット・ティー (英語：Sylhet tea) は、バングラデシュ北東部のシレット管区で生産される紅茶の総称。
紅茶の名称は生産地域名を示すことが多く、例えばダージリン、ニルギリ、アッサムはインドの、ウバ、ヌワラエリヤ、ディンブラはスリランカの地域名である。
周辺諸国の紅茶と同じように、大半はCTC加工（Crush Tear Curl）され、残りがブロークンやホールリーフになる。
STGFOPやTGFOPといった高級品種の一部は、しばしば高値で取引される。こうした高級品種は欧州メーカーによる独占状態が続いたため、一般市場には出回らなかったが、2003年には日本への輸出が開始された。

## 特徴
味や香りは、産地の近いアッサム紅茶に似ている。お湯とミルクで煮出したチャイにすると美味しい。
紅茶特有の渋みが少なく、また、最大の特徴として独特の上品な甘さがある。
タンニンの保有量が少ないことが特徴として挙げられるので、紅茶になじみがなくとも比較的飲みやすい。ストレートで飲んでも美味しい。